# Sanfrecce Hiroshima
Sanfrecce Hiroshima (サンフレッチェ広島 Sanfuretche Hiroshima?) este un club de fotbal din Hiroshima, Japonia. Numele clubului este un cuvânt telescopat din numeralul japonezului trei, San și din italienescul frecce sau săgeți.

## Palmares

### Toyo Kogyo SC & Mazda SC
- Japan Soccer League: (5)
  - 1965, 1966, 1967, 1968, 1970
- Emperor's Cup: (3)
  - 1965, 1967, 1969
- Asian Club Championship: Locul trei
  - 1969
- All Japan Works Football Championship: (2)
  - 1956, 1962 (comun)
- NHK Super Cup: (1)
  - 1967

### Domestic Leagues
- J. League Division 1
  - Campioni (1): 2012

- J.League 1° stage
  - Campioni (1): 1994

- J. League Division 2:
  - Campioni (1): 2008

### Cupe naționale
- Supercupa Japoniei:
  - Campioni (1): 2008

## Jucători importanți
- Tony Popovic
- Aurelio Vidmar
- Graham Arnold
- Hayden Foxe
- Steve Corica
- César Sampaio
- Joubert Araújo Martins
- Ilian Stoyanov
- Michel Pensée
- Tomislav Erceg
- Ivan Hašek
- Pavel Černý
- Davit Mujiri
- John van Loen
- Pieter Huistra
- Tore Pedersen
- Jean-Paul Vonderburg
- Serhij Skatjenko
- Dan Calichman
- Oleg Pashinin

## Participări
- Division 1 (Japan Soccer League Div. 1): 1965-83
- Division 2 (Japan Soccer League Div. 2): 1984-85
- Division 1 (Japan Soccer League Div. 1): 1986-87
- Division 2 (Japan Soccer League Div. 2): 1988-90
- Division 1 (Japan Soccer League Div. 1): 1991-92
- Division 1 (J. League Div. 1): 1993-02
- Division 2 (J. League Div. 2): 2003
- Division 1 (J. League Div. 1): 2004-07
- Division 2 (J. League Div. 2): 2008
- Division 1 (J. League Div. 1): 2009–present